# Đại dịch COVID-19 tại Quần đảo Bắc Mariana
Đại dịch COVID-19 đã được xác nhận đã đến lãnh thổ Hoa Kỳ thuộc Quần đảo Bắc Mariana vào tháng 3 năm 2020.

## Dòng thời gian
Vào ngày 28 tháng 3, các đảo đã xác nhận hai trường hợp COVID-19 đầu tiên của họ.
Cái chết đầu tiên do virus corona trong CNMI xảy ra vào ngày 30 tháng 3 tại Kanoa Resort.

## Phòng ngừa
Các chuyến bay từ Trung Quốc và Hồng Kông đã bị hủy vào đầu tháng 2, dẫn đến việc khách du lịch đến đảo Saipan và sau đó là một cuộc khủng hoảng kinh tế gây ra một sự khắc khổ. Đến ngày 12 tháng 3, một đội đặc nhiệm đã có mặt để quản lý các biện pháp thắt lưng buộc bụng được đưa ra.
Như một biện pháp phòng ngừa vào ngày 17 tháng 3, Thống đốc Torres đóng cửa các trường học và văn phòng chính phủ. Việc tiếp tục hàng ngày United Airlines các chuyến bay thẳng 'từ Guam 120 dặm dẫn đến tất cả các cá nhân đến nghi ngờ của các triệu chứng coronavirus được đặt trong kiểm dịch tại Kanoa Resort. Khoảng 16 tháng 3, thống đốc Ralph Torres tạm thời đóng cửa tất cả các trường học và văn phòng chính phủ. Một lực lượng đặc nhiệm của chính phủ cũng đã được thành lập để theo dõi tình hình.